# Jávai széncinege
A jávai széncinege (Parus cinereus) a verébalakúak (Passeriformes) rendjébe, ezen belül a cinegefélék (Paridae) családjába tartozó kis termetű, 14 centiméter hosszú madárfaj. Vitatott, hogy külön faj, vagy a széncinege (Parus major) alfaja (Parus major cinereus). Dél- és Délkelet-Ázsia erdeiben él.
Rovarokkal, magokkal, gyümölcsökkel táplálkozik. Fészkét faodúkba vagy meredek falakban kialakított üregekbe helyezi el. A költési periódus földrajzi helytől változó (a déli alfajoknál februártól májusig és szeptembertől novemberig, hogy elkerüljék a monszunt, az északiaknál nyár). A nőstény 4-6 (időnként több, elérheti a 9-et is) tojást rak le. A pár felváltva költ.

## Alfajai
- P. c. cinereus (Vieillot, 1818) – Jáva, Kis-Szunda-szigetek;
- P. c. intermedius (Zarudny, 1890) - Irán, Türkmenisztán;
- P. c. decolorans (Koelz, 1939) - Afganisztán, Pakisztán;
- P. c. ziaratensis (Whistler, 1929) - dél-Afganisztán, nyugat-Pakisztán;
- P. c. caschmirensis (E. J. O. Hartert, 1905) - nyugat-Himalája;
- P. c. nipalensis (Hodgson, 1837) - északnyugat-India;
- P. c. vauriei (Ripley, 1950) - északkelet-India;
- P. c. stupae (Koelz, 1939) - India középső része;
- P. c. mahrattarum (E. J. O. Hartert, 1905) - dél-India (Nyugati-Ghátok), Srí Lanka;
- P. c. templorum (Meyer de Schauensee, 1946) - nyugat-Thaiföld, dél-Indokína;
- P. c. hainanus (E. J. O. Hartert, 1905) - Kína (Hajnan);
- P. c. ambiguus (Raffles, 1822) - Maláj-félsziget, Szumátra;
- P. c. sarawacensis (Slater, 1885) - Borneó.